# Jonas Fredrik Hesse
Jonas Fredrik Hesse , född den 7 november 1811 i Norrköping, död den 30 oktober 1873 i Uppsala, var en svensk universitetslärare och språkvetare. 
Hesse blev docent i arabiska vid Uppsala universitet 1842 och sex år senare adjunkt i orientaliska språk. År 1855 utsågs han till professor i österländska språk vid universitetet, vilken befattning han innehade fram till sin död. Han var rektor för Uppsala universitet läsåret 1866–1867.